# Irina Pressová
Irina Pressová (10. březen 1939 Charkov – 21. února 2004 Moskva) byla sovětská atletka, dvojnásobná olympijská vítězka.

## Sportovní kariéra
Na olympiádě v Římě v roce 1960 zvítězila v běhu na 80 metrů překážek, o čtyři roky později na olympiádě v Tokiu se stala olympijskou vítězkou v pětiboji. Během sportovní kariéry vytvořila 13 světových rekordů – 6 v běhu na 80 metrů překážek (nejrychleji 10,2 v roce 1965) a 7 v pětiboji (nejvíce 5246 bodů v roce 1964). Vynikající atletkou byla také její sestra Tamara Pressová, specializující se na vrhačské disciplíny. Obě sestry ukončily aktivní činnost poté, co IAAF zavedla pro vrcholové atletky sextesty.